# Mazhilis
El Mazhilís (en kazajo, asamblea), es la cámara baja del Parlamento de Kazajistán. La cámara alta es el Senado de Kazajistán.
El Mazhilís se compone de 98 escaños. Su presidente es Erlan Qoşanov.

## Composición
El Mazhilís están formado por 107 diputados elegidos de la siguiente forma:
- 98 diputados son elegidos por sufragio universal, igual, directo y secreto por listas de partidos. Los candidatos se ordenan alfabética. La decisión de cuáles de ellos entran en el Parlamento se decide por el órgano de gobierno del Partido, después de que determine del número de escaños obtenidos por la lista del partido [1].
- 9 diputados son elegidos por la Asamblea de los Pueblos de Kazajistán.

## Condiciones para ser diputado y forma de elección
- La duración del cargo de diputado del Mazhilís es de cinco años.
- Las elecciones ordinarias para se celebrarán a más tardar dos meses antes de la expiración del mandato de la convocatoria del Mazhilís, si se trata de una convocatoria ordinaria, o a más tardar dos meses a partir de la fecha de terminación anticipada del mismo, si se trata de una convocatoria extraordinaria.
- Para ser diputado en el Mazhilís se debe ser ciudadano de la República de Kazajistán, tener al menos 25 años y residencia permanente en el territorio de la República los últimos diez años.

## Motivos aceptados de renuncia
- Retirada o expulsión del diputado del partido político, por el que fue elegido.
- Cierre del partido político por el cual fue elegido diputado.

## Poderes del Mazhilís
- Consideración de la adopción formuladas ante el Parlamento un proyecto de las leyes constitucionales y legales, y la consideración de estos proyectos;
- La mayoría del número total de diputados de la Cámara el presidente de la República que se aprueba el nombramiento del Primer Ministro de la República;
- Ejercicio de otros poderes creados por la Constitución para el Mazhilís.

- Datos: Q1247199
- Multimedia: Mazhilis / Q1247199